# Fljótsdalshérað
Fljótsdalshérað est une ancienne municipalité du nord-est de l'Islande.
En 2020, la municipalité est fusionnée avec trois autres pour constituer la nouvelle municipalité de Múlaþing.